# محافظة ريف دمشق
ريف دمشق إحدى المحافظات السورية، المساحة الكلية: 18.018 ألف كم2، تتضمن: 9 مناطق، 27 ناحية، 28 مدينة، 190 قرية, 82 مزرعة وتمتاز المحافظة بتنوع التضاريس والطبيعة بين السهول والسهوب والجبال العالية والوديان وتنتشر المصايف والأماكن السياحية في أرجاء مدن وبلدات المحافظة ويساعدها جمال الطبيعة في ترسيخ السياحة المتأصلة في المحافظة منذ زمن بعيد. بناءً على التعداد السكاني عام 2004 بلغ عدد سكان ريف دمشق 2,413,574 نسمة.
تمتد المحافظة لتحيط بمحافظة دمشق العاصمة بشكل شبه دائري مع امتدادات في جميع الاتجاهات مكونة قوس من الخضرة وبساتين الفاكهة ومناخ المحافظة معتدل صيفا وبارد ومنعش في المرتفعات وتتساقط الثلوج على المرتفعات في الشتاء وتتمركز الكثير من الصناعات في محافظة ريف دمشق حيث أن أغلب المصانع ومنذ فترة طويلة يتم إنشاؤها في هذه المحافظة وكذلك الزراعات حيث تمد المدينة بأغلب المنتوجات الزراعية ولها حدود مع لبنان والأردن.

## مناطق المحافظة
تقسم المحافظة إلى 11 منطقة. كان عدد المناطق تسعة حتى شهر فبراير 2009 عندما أُنشئت منطقة قدسيا بعد اقتطاع أجزاء من منطقتي مركز ريف دمشق والزبداني. تقسم المناطق بعدها إلى 37 ناحية وهو أصغر تقسيم إداري.
| المنطقة       | السكان (تعداد 2004) |
| ------------- | ------------------- |
| مركز ريف دمشق | 837,804             |
| دوما          | 433,719             |
| القطيفة       | 119,283             |
| التل          | 115,937             |
| يبرود         | 48,370              |
| النبك         | 80,001              |
| الزبداني      | 63,780              |
| قطنا          | 207,245             |
| داريا         | 260,961             |
| قدسيا         | 105,974             |
| الكسوة        | 140,500             |
| المجموع       | 2,413,574           |

من أهم بلداتها: دوما وهي مركز المحافظة - سقبا - عين الفيجة - جديدة عرطوز - الصبورة - القطيفة - يبرود - جيرود – الناصرية - النبك - قرية السحل - دير عطية- قارة - الحميرة - الزبداني - ببيلا - عربين - الديماس - كفر بطنا - حزة - حمورية - المليحة - قدسيا - قطنا - الكسوة -زاكية - كناكر - الحرجلة - جرمانا - صيدنايا - التل - عين منين - زملكا - بسيمة - عين ترما - رنكوس - حرستا - حران العواميد - معربا - الضمير - مضايا - صحنايا - سرغايا - جمرايا - أشرفية الوادي - الغزلانية- الهيجانة - كفر بطنا - مرج السلطان - يلدا - النشابية - سبع بيار - دمر - الهامة - السبينة - المعضمية - عسال الورد - معلولا - الرحيبة - يعفور - معضمية الشام - داريا - جديدة الشيباني - عقربا - سعسع - بيت سابر - عين التينة - عدرا - جسرين - الأفتريس - حلبون وغيرها.

## السياحة
تشتهر محافظة ريف دمشق بكثرة مناطق السياحة والاصطياف والمنتزهات المنتشرة في أرجاء المحافظة مثل منتزهات عين الفيجة غوطة دمشق الشهيرة حيث تتناثر المطاعم الرائعة وأماكن النزهة والفنادق وفي وادي بردى الرائع بين السلاسل الجبلية وعلى جنبات الوادي العديد من السورية العريقة والشهيرة وعشرات المطاعم والمقاهي الراقية، وخاصة في بلدة عين الفيجة التي تعد من أهدأ وأجمل المصايف في وادي بردى وتشتهر بكثرة مطاعمها على ضفاف نهر بردى وطيب مأكولاتها ونبعها العذب الذي يروي مدينة دمشق ويرفد نهر بردى من المعالم المهمة فيها مصيف بلودان والزبداني وبقين وعين حور وسرغايا ومصايف وادي بردى الرائعة - والكثير من المقامات والمزارات الدينية وأشهرها السيدة زينب حيث يوجد فيها مسجد ومقام السيدة زينب بنت علي بن أبي طالب، حيث يأتي إلى زيارتها مئات الآلاف سنويًّا في موسم الصيف خصوصًا من دول الخليج وإيران ولبنان وغيرها وأماكن عديده بها مقدسات دينية شهيرة على مستوى العالم مثل معلولا وصيدنايا ودير الشروبيم وجبعدين ودير مار يعقوب ودير مار موسى ودير مار تقلا وكهف اسكفتا وكهف تل الرماد وخان العروس وشبعا وقرحتا والعديد من المقامات والمزارات الدينية في الغوطة وفي الجبال المحيطة.
وتعد مدينة قارة والتي يوجد بها دير مار يعقوب المقطع مقصدًا للسياح من الديانة المسيحية من جميع أنحاء العالم حيث يعد الدير من طبيبا روحيا يأوي إليه المسيحيون ليشعروا بالأمان الروحي،
وتعتبر سبينة منطقة أثرية كان يوجد بها مدفع أثري استولت عليه فرنسا وهي الطريق الذي كان يمر به الحجاج إلى مكة المكرمة.

## الصناعة
مناطق ريف دمشق تعج بالمصانع والمعامل والمنشآت لكافة الصناعات حيث يقدر عدد المنشآت الصناعية على مختلف أنواعها في المحافظة بنحو 19 ألف مصنع ومعمل ومنشأة لمختلف الصناعات موزعة على عدة مدن ومناطق صناعية وحرفية مثل مدينة عدرا الصناعية، وأهم الصناعات:
- الصناعات المعدنية والثقيلة
- الصناعات التحويلية
- الصناعات الإلكترونية
- الصناعات الكهربائية
- الصناعات الغذائية
- الصناعات الهندسية
- صناعة السيارات
- صناعات الأثاث
- صناعة الكيبلات
- صناعة السجاد
- الصناعات الكيماوية
- صناعة الآلات وقطع الغيار
- صناعة المواد العازلة
- صناعة المنظفات
- صناعة الزيوت
- الصناعات النسيجية
- صناعات الملابس الجاهزة
- صناعات الورق والكرتون
- الصناعات البلاستيكية
- صناعات الألبان
- الصناعات الغذائية

## المواصلات
ترتبط مدن وبلدات ومصايف المحافظة بشبكة من الطرق الحديثة والدولية التي تخترق المحافظة من الجنوب (أوتوستراد درعا) ومن الغرب (أوتوستراد دمشق بيروت) ومن الشمال (أوتوستراد حلب) وخطوط طرقية متقاطعة في جميع الاتجاهات وكذلك خط سكة حديدية كقطار المصايف العريق والخط الحديدي الحجازي وقطار درعا وبصرى وخطوط القطارات السورية التي تنطلق نحو محافظات ومدن شمال سوريا.

## المحافظون
- محمد نجيب السيد أحمد (1996 - 2 آب 1999[4])
- صبحي بن محمد حميدة (2 آب 1999[5] - 30 آذار 2002[6])
- صلاح كناج (30 آذار 2002[7] - 4 تشرين الأول 2004[8])
- تامر الحجة (من 4 تشرين الأول 2004[8])
- محمد سعيد عقيل (16 حزيران 2005[9] - 25 تشرين الثاني 2006[10])
- نبيل عمران (من 25 تشرين الثاني 2006[10])
- نبيل مصطفى عمران (حتى 11 شباط 2009[11])
- زاهد حاج موسى (11 شباط 2009[11] - 23 تشرين الأول 2011[12])
- حسين مخلوف مخلوف (من 23 تشرين الأول 2011[13])
- علاء منير إبراهيم (13 تموز 2016[14] - 2 كانون الأول 2020[15])
- معتز أبو النصر جمران (3 كانون الأول 2020[16][17] - 20 تموز 2022[18])
- صفوان سليمان أبو سعده (20 تموز 2022[19] - 7 أيار 2024)[20]
- أحمد إبراهيم خليل (12 أيار 2024[21] - 8 كانون الأول 2024[22])
- عامر الشيخ (منذ 17 كانون الأول 2024[23])

## وصلات خارجية

### خدمات حكومية
- موقع الاستعلام الإلكتروني للخدمات الحكومية نسخة محفوظة 16 فبراير 2007 على موقع واي باك مشين.

### أخبار وأحداث
- دمشق الموقع الشامل والأول لأخبار وأحداث دمشق

### روابط
- مجلة ريف دمشق الثقافية